# Epimachus
Genre
Epimachus est un genre de passereaux de la famille des paradiséidés (famille des paradisiers ou oiseaux de paradis).

## Liste des espèces
D'après la classification de référence (version 2.7, 2010) du Congrès ornithologique international (ordre phylogénique) :
- Epimachus fastosus – Paradisier fastueux (Hermann 1783)
- Epimachus meyeri – Paradisier de Meyer Finsch & A.B. Meyer, 1885

Ces espèces ont été séparées et appartiennent maintenant au genre Drepanornis
- Paradisier d'Albertis — Drepanornis albertisi (P.L. Sclater, 1873)
- Paradisier à bec blanc — Drepanornis bruijnii Oustalet, 1879